# 拓领
Toll集团是日本邮政的一部分，是一家运输和物流公司，在公路，铁路，海运，空运和仓储业务。 在亚太地区，Toll拥有遍布50个国家的1,200个网点。

## 设施
员工人数：2100名雇员
覆盖领域：已在全国建立了26个分发中心，拥有40万平方米的仓库，网络覆盖可达1685个城市